# Лондонский парад победы (1815)
Лондонский парад победы 1815 года — британский парад, состоявшийся после победы над Наполеоном в Наполеоновских войнах и его изгнания на Эльбу. Парад состоялся 20 июня 1815 года в Гайд-парке в Лондоне.
На параде присутствовали свыше 15 000 военнослужащих, большинство были британцами. Кроме них в параде участвовали казаки, шотландские горцы (которые в то время были самостоятельным полком) и другие небольшие континентальные формирования.